# Пікк Артур Павлович
Артур Пікк (ест. Artur Pikk, нар. 5 березня 1993, Тарту) — естонський футболіст, захисник клубу БАТЕ. Виступав, зокрема, за клуб «Левадія», а також національну збірну Естонії.

## Клубна кар'єра
Народився 5 березня 1993 року в місті Тарту. Вихованець юнацьких команд футбольних клубів «Левадія», «Веллдоріс», «Варріор», «Раквере-Флора».
У Мейстрлізі дебютував у 2011 році в складі клубу «Таммека», де грав на правах оренди. Влітку 2012 року повернувся з оренди в «Левадію», де швидко закріпився в основі і двічі виграв чемпіонат Естонії.
У лютому 2016 стало відомо, що ПІК запрошений на перегляд в білоруський клуб БАТЕ. Захисник відпрацював разом з борисівчанами на зборі в Туреччині, після чого був підписаний контракт. Сезон 2016 року розпочав як основний лівий захисник борисівчан, але пізніше став часом залишатися на лавці запасних. За п'ять турів до кінця сезону в складі клубу завоював золоті медалі чемпіонату.

## Виступи за збірні
Пік пройшов через всі юнацькі збірні своєї країни, а в 2012 році брав участь в домашньому юніорському чемпіонаті Європи (до 19 років).
7 червня 2014 дебютував в національній збірній Естонії в товариському матчі проти Таджикистану. 12 жовтня 2014 року брав участь у домашньому відбірковому матчі чемпіонату світу проти Англії (0:1), де весь матч успішно стримував нападника англійців Вейна Руні, але відразу після закінчення матчу відправився в стан естонських Збройних Сил, де проходив службу.

## Статистика виступів

### Клубна
Станом на 27 листопада 2016 року.
| Клуб               | Сезон             | Ліга              | Ліга  | Ліга | Кубок | Кубок | Європа | Європа | Інші  | Інші | Загалом | Загалом |
| Клуб               | Сезон             | Дивізіон          | Матчі | Голи | Матчі | Голи  | Матчі  | Голи   | Матчі | Голи | Матчі   | Голи    |
| ------------------ | ----------------- | ----------------- | ----- | ---- | ----- | ----- | ------ | ------ | ----- | ---- | ------- | ------- |
| Тарту Асерв        | 2009              | III ліга          | 16    | 1    | 0     | 0     | —      | —      | 5     | 0    | 21      | 1       |
| Тарту Асерв        | 2010              | II ліга           | 19    | 2    | 3     | 0     | —      | —      | 4     | 3    | 26      | 5       |
| Тарту Асерв        | Загалом           | Загалом           | 35    | 3    | 3     | 0     | 0      | 0      | 9     | 3    | 47      | 6       |
| «Таммека» (оренда) | 2011              | Мейстріліга       | 27    | 1    | 2     | 0     | —      | —      | 1     | 1    | 30      | 2       |
| «Таммека» (оренда) | 2012              | Мейстріліга       | 12    | 0    | 0     | 0     | —      | —      | 0     | 0    | 12      | 0       |
| «Таммека» (оренда) | Загалом           | Загалом           | 39    | 1    | 2     | 0     | 0      | 0      | 1     | 1    | 42      | 2       |
| «Левадія-2»        | 2013              | Есілііга          | 1     | 1    | 0     | 0     | —      | —      | 0     | 0    | 1       | 1       |
| «Левадія»          | 2012              | Мейстріліга       | 16    | 3    | 2     | 0     | 1      | 0      | 0     | 0    | 19      | 3       |
| «Левадія»          | 2013              | Мейстріліга       | 31    | 1    | 2     | 0     | 4      | 0      | 1     | 0    | 38      | 1       |
| «Левадія»          | 2014              | Мейстріліга       | 33    | 2    | 3     | 0     | 4      | 0      | 1     | 0    | 41      | 2       |
| «Левадія»          | 2015              | Мейстріліга       | 29    | 1    | 3     | 0     | 2      | 0      | 1     | 0    | 35      | 1       |
| «Левадія»          | Загалом           | Загалом           | 109   | 7    | 10    | 0     | 11     | 0      | 3     | 0    | 133     | 7       |
| БАТЕ               | 2016              | Вмща ліга         | 17    | 0    | 4     | 0     | 5      | 0      | 1     | 0    | 27      | 0       |
| Усього за кар'єру  | Усього за кар'єру | Усього за кар'єру | 201   | 12   | 19    | 0     | 16     | 0      | 14    | 4    | 250     | 16      |

### Статистика виступів за збірну
Станом на 27 листопада 2016 року.
| Національна збірна | Рік     | Матчі | Голи |
| ------------------ | ------- | ----- | ---- |
| Естонія            |         |       |      |
| 2014               | 3       | 0     |      |
| 2015               | 7       | 1     |      |
| 2016               | 7       | 0     |      |
| Загалом            | Загалом | 17    | 1    |

| Дата     | Місто   | Господарі | Результат | Гості       | Турнір           | Голи | Примітки |
| -------- | ------- | --------- | --------- | ----------- | ---------------- | ---- | -------- |
| 7-6-2014 | Таллінн | Естонія   | 2 – 1     | Таджикистан | товариський матч | -    | 90+2'    |
| Усього   |         | Матчів    | 1         |             | Голів            | 0    |          |

Рахунок та резульата збірної Естонії в таблиці наведено першим.
| № | Дата              | Місце                             | Матч | Суперник | Рахунок | Результат | Змагання    |
| - | ----------------- | --------------------------------- | ---- | -------- | ------- | --------- | ----------- |
| 1 | 11 листопада 2015 | А. Ле Кок Арена, Таллінн, Естонія | 9    | Грузія   | 2–0     | 3–0       | Товариський |

## Досягнення
- Мейстріліга
  -  Чемпіон (2): 2013, 2014
  -  Срібний призер (2): 2012, 2015

- Кубок Естонії
  -  Володар (1): 2013-14

- Суперкубок Естонії
  -  Володар (3): 2013, 2015, 2022

- Білоруська футбольна вища ліга
  -  Чемпіон (1): 2016

- Суперкубок Білорусі
  -  Володар (2): 2016, 2017

- Кубок Латвії
  -  Володар (1): 2021

- Вища ліга
  -  Чемпіон (1): 2021